# Piedmont (Québec)
Piedmont è un comune del Canada, situato nella provincia del Québec, nella regione di Laurentides.